# 東京YMCA社会体育・保育専門学校
東京YMCA社会体育・保育専門学校（とうきょうワイエムシーエーしゃかいたいいく・ほいくせんもんがっこう）は、東京都江東区東陽にある私立専修学校。

## 概要
キリスト教青年会（YMCA）に加盟している公益財団法人の東京YMCAが創立し、運営する専修学校。
スポーツ指導者、保育士の養成を目的とする。

## 沿革
- 1980年 東京YMCA社会体育専門学校として開校。
- 2003年 東京YMCA社会体育・保育専門学校と改称。

## 系列校
- 東京YMCA医療福祉専門学校
- 東京YMCA国際ホテル専門学校

## 主な出身者
- 工藤順一郎（元タレント、工藤兄弟の兄）